# Sipyloidea sordida
Sipyloidea sordida är en insektsart som först beskrevs av Haan 1842.  Sipyloidea sordida ingår i släktet Sipyloidea och familjen Diapheromeridae. Inga underarter finns listade i Catalogue of Life.